# دانیل کارتر (بازیکن فوتبال)
دانیل کارتر (انگلیسی: Danielle Carter؛ زادهٔ ۱۸ مهٔ ۱۹۹۳) بازیکن فوتبال اهل بریتانیا است.
از فیلم‌ها یا برنامه‌های تلویزیونی که وی در آن نقش داشته‌است می‌توان به پیشگویی اشاره کرد.
از باشگاه‌هایی که در آن بازی کرده‌است می‌توان به باشگاه فوتبال آرسنال و تیم فوتبال زنان آرسنال اشاره کرد.
وی همچنین در تیم‌های ملی فوتبال England women's national under-17 football team, England women's national under-19 football team, England women's national under-20 football team, England women's national under-23 football team، و زنان انگلستان بازی کرده‌است.